# Lexus LBX
Lexus LBX (яп. レクサス, LBX, Хепберн: Rekusasu LBX) — субкомпактний позашляховик класу люкс (B-сегмент), що випускається компанією Lexus, підрозділом Toyota.

## Опис

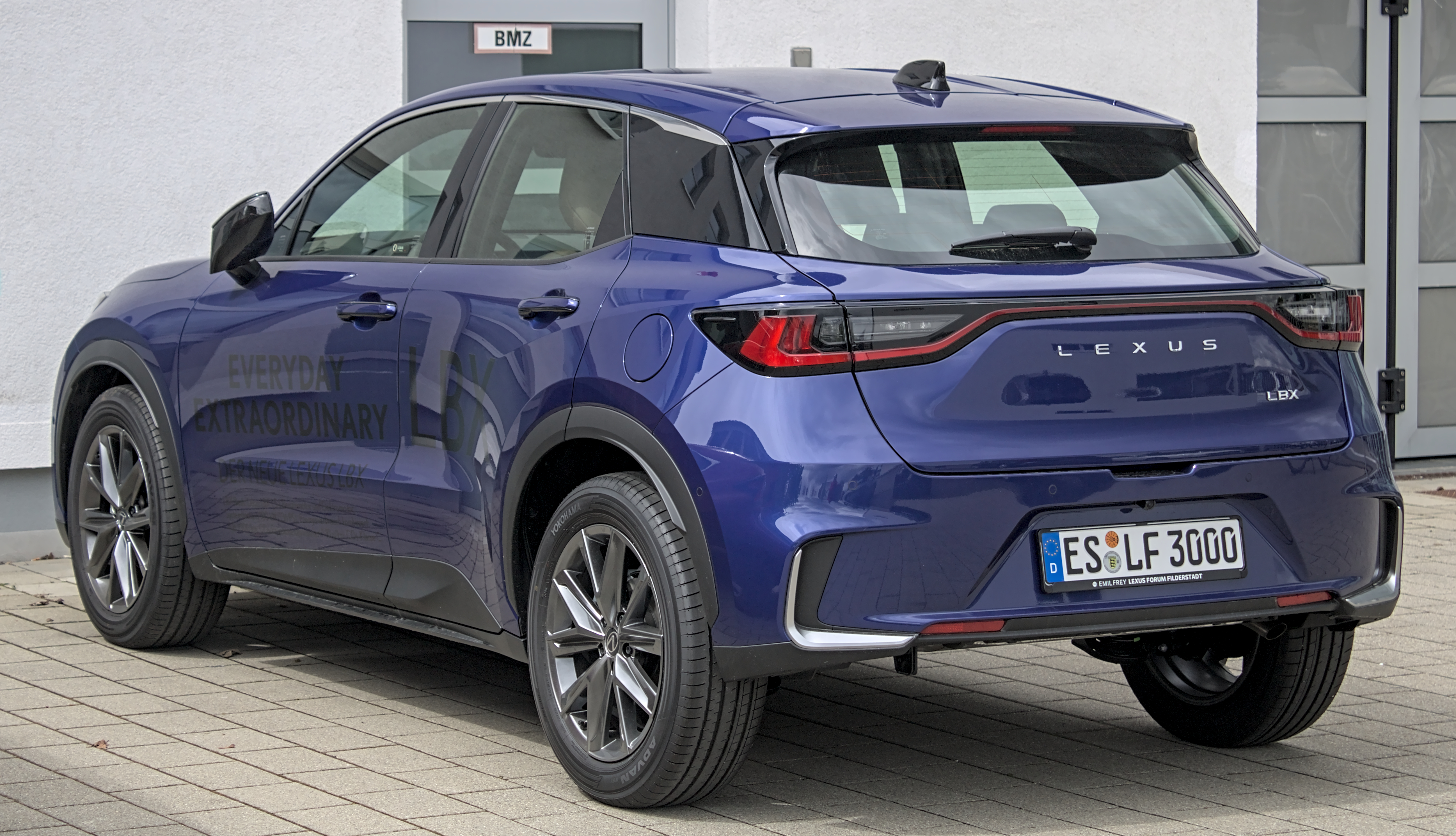
Lexus LBX

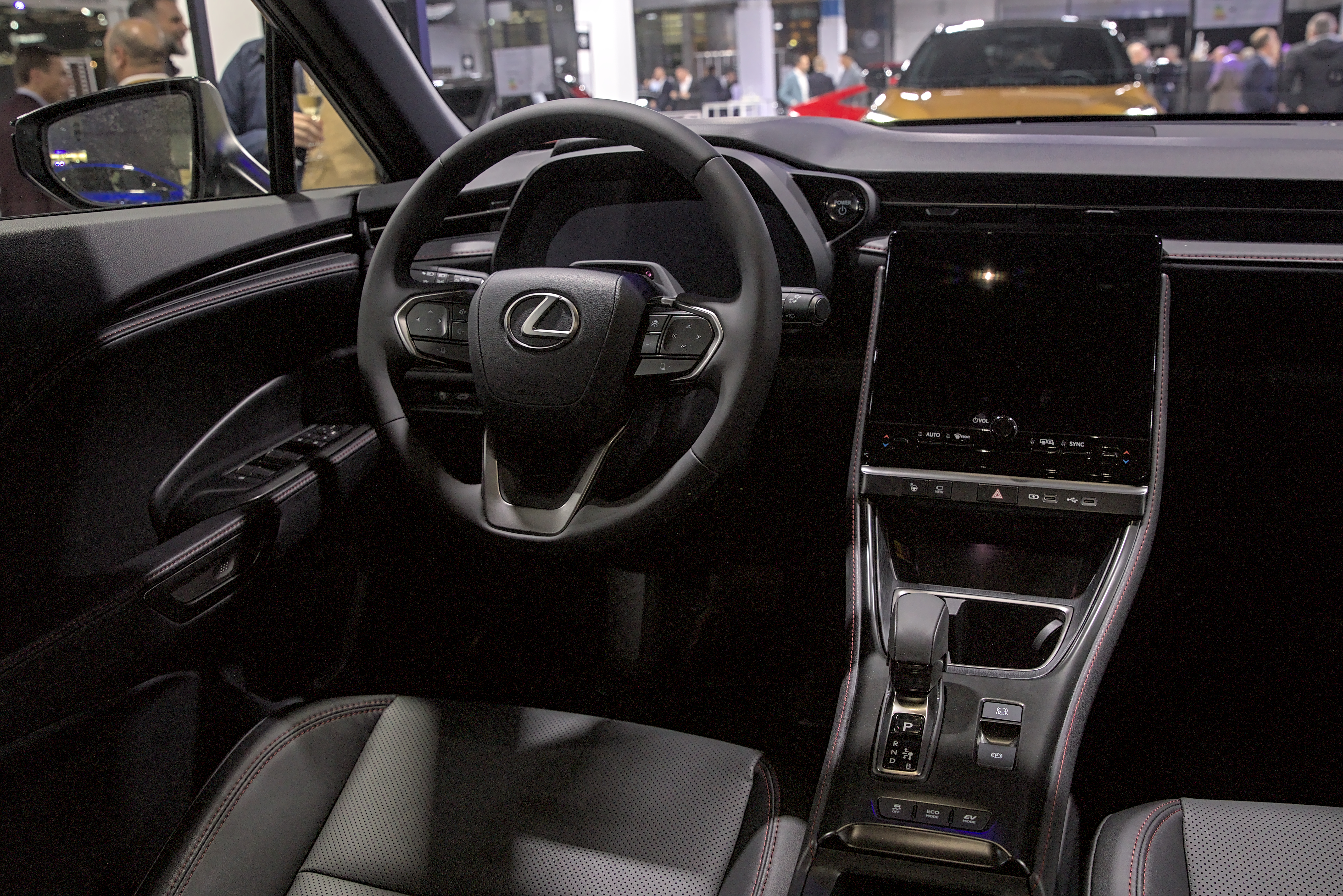

В основному розроблений для Європи та Японії, він був представлений у червні 2023 року в Мілані, Італія, як найменша модель кросовера в лінійці Lexus, яка поступається UX сегменту C. Це також перша модель Lexus на базі платформи GA-B, яка використовується спільно з Toyota Yaris Cross серії XP210 і Toyota Yaris серії XP210. Виробництво заплановано на кінець 2023 року, а продаж у Європі та на додаткових ринках надійде на початку 2024 року.
За словами Lexus, назва «LBX» означає «Lexus Breakthrough X(cross)-over». Це друга модель Lexus із назвою з трьох літер після LFA, яка була випущена у 2011 році. Вона називається LBX замість BX, щоб уникнути конфлікту торгової марки з Citroën, який виробляв BX в Європі в 1980-х роках.

## Двигун
hybrid:
- 1490 см3 M15A-FXE I3 134 к.с. (MAYH10/15)